# میثم نقی‌زاده
میثم نقی‌زاده بانی (زاده ۲۹ آذر ۱۳۶۴ در مرند) بازیکن فوتبال ایران است. این بازیکن هافبک دفاعی است.
نقی‌زاده سابقه بازی در تیم‌های ماشین‌سازی، پرسپولیس تهران، گسترش‌فولاد، پدیده مشهد، خونه‌به‌خونه و پارس جنوبی جم را در کارنامه دارد.

## آمار
| باشگاهی | باشگاهی        | باشگاهی      | لیگ  | لیگ | جام      | جام      | قاره | قاره | مجموع | مجموع |
| فصل     | باشگاه         | لیگ          | بازی | گل  | بازی     | گل       | بازی | گل‌   | بازی  | گل‌    |
| ایران   | ایران          | ایران        | لیگ  | لیگ | جام حذفی | جام حذفی | آسیا | آسیا | مجموع | مجموع |
| ------- | -------------- | ------------ | ---- | --- | -------- | -------- | ---- | ---- | ----- | ----- |
| ۸۷–۸۸   | ماشین‌سازی      | لیگ دسته اول | ۲۰   | ۱   | ۱        | ۰        | -    | -    | ۲۱    | ۱     |
| ۸۸–۸۹   | ماشین‌سازی      | لیگ دسته اول | ۱۶   | ۱   | ۱        | ۰        | -    | -    | ۱۷    | ۱     |
| ۸۹–۹۰   | ماشین‌سازی      | لیگ دسته اول | ۲۴   | ۲   | ۲        | ۰        | ۰    | ۰    | ۲۶    | ۲     |
| ۹۱–۹۰   | ماشین‌سازی      | لیگ دسته اول | ۲۰   | ۱   | ۱        | ۰        | ۰    | ۰    | ۲۱    | ۱     |
| ایران   | ایران          | ایران        | لیگ  | لیگ | جام حذفی | جام حذفی | آسیا | آسیا | مجموع | مجموع |
| ۹۲–۹۱   | پرسپولیس تهران | لیگ برتر     | ۱۹   | ۱   | ۰        | ۰        | ۰    | ۰    | ۱۹    | ۲     |